# 格奧爾格山
46°57′13″N 12°49′11″E / 46.953567°N 12.819631°E
格奧爾格山（德語：Georgskopf），是奧地利的山峰，位於該國南部，由克恩頓州負責管轄，屬於舍貝爾山脈的一部分，距離大腓特烈斯山0.7公里，海拔高度3,090米，人類首次在1890年7月31日首次登頂。